# 2002년 뉴욕 영화 비평가 협회상
제68회 뉴욕 영화 비평가 협회상은 2002년 12월 16일에 열린 시상식이다.

## 수상 및 후보

### 작품상
- 파 프롬 헤븐

### 감독상
- 파 프롬 헤븐 - 토드 헤인즈 수상

### 각본상
- 어댑테이션 - 찰리 카우프만 수상
- 어댑테이션 - 도널드 카프만 수상

### 여우주연상
- 언페이스풀 - 다이안 레인 수상

### 남우주연상
- 갱스 오브 뉴욕 - 다니엘 데이 루이스 수상

### 여우조연상
- 파 프롬 헤븐 - 패트리시아 클락슨 수상

### 남우조연상
- 파 프롬 헤븐 - 데니스 퀘이드 수상

### 촬영상
- 파 프롬 헤븐 - 에드워드 래크먼 수상

### 애니메이션상
- 센과 치히로의 행방불명 - 미야자키 하야오 수상

### 다큐멘터리상
- 스탠딩 인 더 샤도우 오브 모타운 - Paul Justman 수상

### 외국영화상
- 이 투 마마 - 알폰소 쿠아론 수상

### 신인작품상
- 로저 닷저